# Pătulele
Pătulele – wieś w Rumunii, w okręgu Mehedinți, w gminie Pătulele. W 2011 roku liczyła 3102 mieszkańców.